# Otročok
Otročok (in ungherese Otrokocs) è un comune della Slovacchia facente parte del distretto di Revúca, nella regione di Banská Bystrica.